# Тема с вариациями (Рубинштейн)
Тема с вариациями соль мажор Op. 88 — произведение для фортепиано Антона Рубинштейна (1871), написанное в вариационной форме. Посвящено Ю. Беренсу.
Сочинение Рубинштейна состоит из собственной темы и 12 вариаций, длительность звучания около 40 минут. По мнению пианиста и музыковеда Лесли Хоуарда, записавшего Тему с вариациями в составе двойного альбома фортепианной музыки Рубинштейна, характер темы вызывает ассоциации с музыкой Феликса Мендельсона, а способ варьирования, при котором каждая вариация вырастает в самостоятельную пьесу, исследующую определённый аспект пианистической техники, напоминает о Симфонических этюдах Роберта Шумана. Сообщается, что высокую оценку Теме с вариациями дали Ференц Лист, Ганс фон Бюлов и Ферруччо Бузони.